# Eugen Mantu

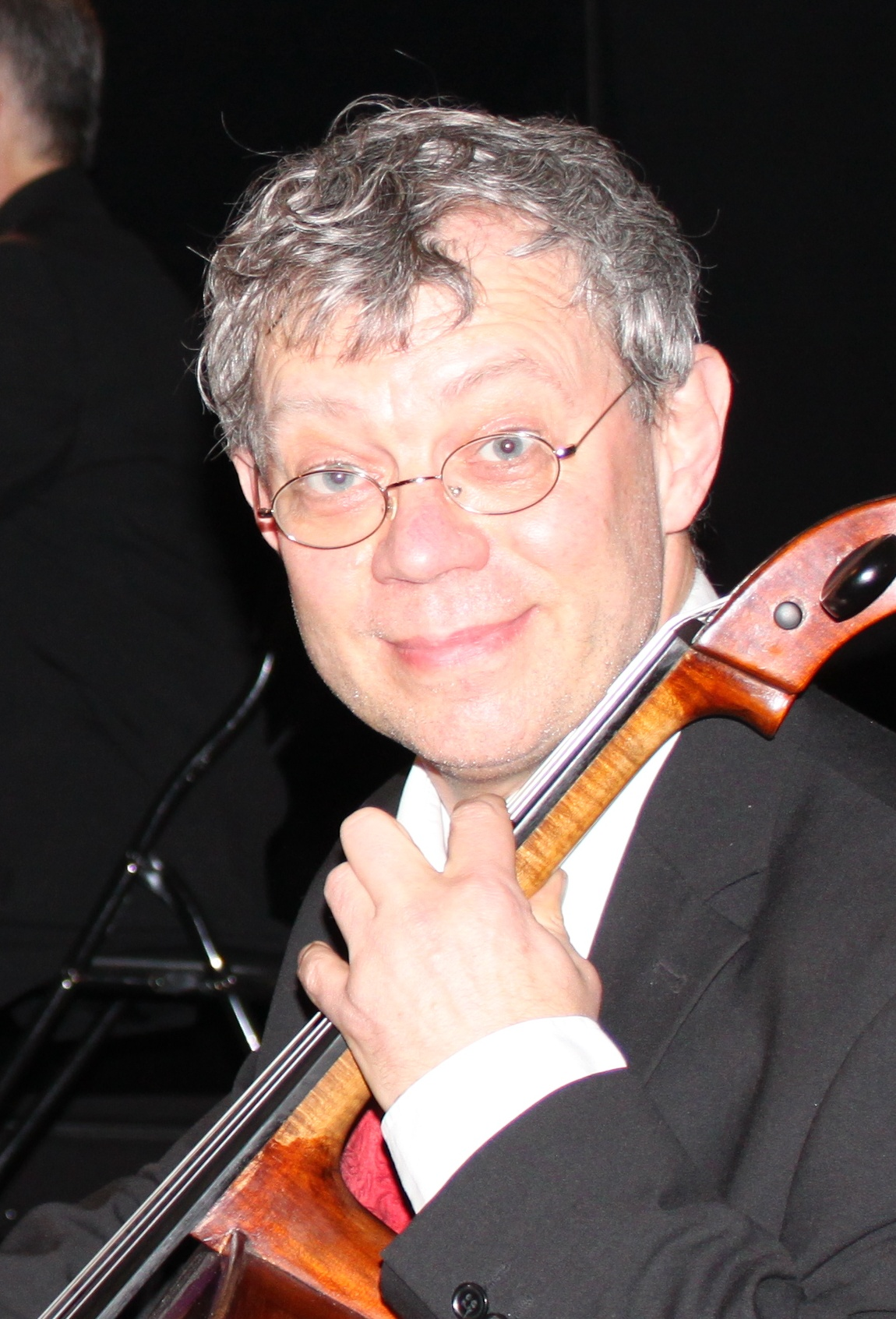
Eugen Mantu 2010

Eugen Mantu (* 4. Dezember 1961 in Bukarest) ist ein rumänischer Cellist, der seit 1986 in Deutschland lebt.

## Leben
Er wuchs in Bukarest auf und begann mit sechs Jahren Violine und mit acht Jahren Cello zu spielen. Später studierte er am Konservatorium „Ciprian Porumbescu“ Bukarest bei Jacob Aron, absolvierte Meisterkurse bei Yo-Yo Ma, Laszlo Mezö, Erki Rautio und Tobias Kühne und wurde Preisträger nationaler Wettbewerbe.
Seit 1986 ist er Solocellist des Philharmonischen Orchesters Erfurt. Er unternahm zudem mehrere Konzertreisen im In- und Ausland, unter anderem 1999 durch Katalonien an Orte, die mit Pablo Casals verbunden sind. 2009 engagierte er sich zusammen mit Claudia Schwarze und anderen bei der Wiedergründung der Kammermusikvereinigung Erfurts und wurde zum Vorsitzenden gewählt.